# Richmond (Illinois)
Richmond – wieś w Stanach Zjednoczonych, w stanie Illinois, w hrabstwie McHenry.